# Parafia Niepokalanego Poczęcia Najświętszej Maryi Panny w Toruniu
Parafia Niepokalanego Poczęcia Najświętszej Maryi Panny w Toruniu – parafia rzymskokatolicka w diecezji toruńskiej, w dekanacie Toruń IV, z siedzibą w Toruniu. Erygowana 25 listopada 1982.
Parafia powstała 25 listopada 1982 roku, na obszarze wydzielonym z parafii pw. Świętych Apostołów Piotra i Pawła oraz parafii pw. Opatrzności Bożej. Pierwszym proboszczem parafii został ks. Kazimierz Nowaczyk. Tymczasowa kaplica mieściła się w wynajmowanym domu jednorodzinnym przy ul. Marchlewskiego 74 (ob. gen. Hallera). Pierwsza msza święta została odprawiona w środę popielcową o godzinie 9:00 dnia 16 lutego 1983 roku. Uczestniczyło w niej około 200 osób. 8 września 1983 roku władze Torunia zgodziły się na budowę kaplicy. Poświęcenie kaplicy nastąpiło 8 grudnia 1983 roku. W czerwcu 1986 roku rozpoczęto budowę kościoła. 27 czerwca 1987 roku prymas Polski kardynał Józef Glemp uczestniczył w wmurowaniu kamienia węgielnego i poświęceniu placu pod nowy kościół. Kamień węgielny wyjęto z podstaw sanktuarium św. Wojciecha w Gnieźnie. 7 grudnia 1992 roku odbyła się pierwsza msza święta w nowym kościele.

## Odpust
- Niepokalanego Poczęcia NMP – 8 grudnia ipsa die[2]

## Ulice
Ulice na obszarze parafii:
- Bagińskiego
- Balewskiego
- Bekasa
- Biała
- Błękitna
- Brązowa
- Dandelskiego
- Dybowska
- ks. Domachowskiego
- Gen. Hallera
- Hulewicza
- Idzikowskiego
- Karnowskiego
- Kniaziewicza
- Konduktorska
- Korfantego
- Kujawska
- Licealna
- Łączna
- Łódzka
- Majdany
- Okopowa
- Okólna
- Okrzei
- Plebiscytowa
- Powstańców Śląskich
- Powstańców Wielkopolskich
- Radiowa
- Ratajczaka
- Srebrna
- Stawki Południowe
- Sygnałowa
- Tęczowa
- Trakcyjna
- św. Wojciecha
- Zielona
- Złota
- Zwrotnicza